# Bengt Wadensjö
Bengt Anders Richard Wadensjö, född 23 april 1937 i Sjötofta församling, Älvsborgs län, är en svensk präst och biskop emeritus i Karlstads stift.

## Biografi
Wadensjö avlade studentexamen vid Borås högre allmänna läroverk 28 april 1958. Därefter genomförde han 1958–1959 sin värnpliktstjänstgöring som radarobservatör vid Västgöta flygflottilj innan han inledde studier i teologi i Uppsala. Han blev teologie kandidat 1963, filosofie magister i teologi och historia 1964, samt teologie licentiat 1968. Han disputerade 30 januari 1971 i kyrkohistoria på avhandlingen Toward a world Lutheran communion: developments in Lutheran cooperation up to 1929, och blev docent i kyrkohistoria vid Uppsala universitet samma år. 
Från 1 september 1971 innehade han komministertjänsten i Helga Trefaldighets församling i Uppsala och från 1 februari 1974 var han kyrkoherde i Gottsunda församling. Den 15 januari 1978 tillträdde han tjänsten som direktor för Ersta diakoni. Han vigdes till biskop av ärkebiskop Bertil Werkström och var därefter biskop i Karlstads stift den 1 oktober 1986 till den 31 mars 2002. 
Under perioden 2002–2011 vikarierade han som komminister i Nacka församling, bland annat som distriktspräst i Fisksätra och Älta. Hösten 2008 utsågs han till styrelseordförande för Svenska Institutet i Alexandria. Han är även direktor för det av honom och Susanne Vigortsson Yngvesson år 1998 grundade Centrum för Samtidsanalys. Han är andlig prior i Sankt LazarusOrden av Jerusalem - Malta, Storprioratet Sverige.

### Familj
Bengt Wadensjö är far till Sofia Wadensjö Karén.